# Gabriel Pierino Pedrazzi
Gabriel Pierino Pedrazzi Scaramuzza (La Plata, 9 aprile 1964) è un allenatore di calcio ed ex calciatore argentino, di ruolo attaccante.

## Carriera

### Giocatore
Inizia giocando nelle giovanili del Gimnasia (LP), con cui nel 1982 esordisce in prima squadra, nella seconda divisione argentina, nella quale segna 14 gol in 64 partite nell'arco di 4 stagioni, nell'ultima delle quali (nella quale gioca stabilmente da titolare, segnando 10 gol in 37 partite) ottiene la promozione in prima divisione argentina, categoria nella quale rimane nei 3 anni seguenti (dal 1985 al 1988), totalizzandovi un totale di 65 presenze e 9 gol. Nell'estate del 1988 si trasferisce in Europa, trascorrendo la stagione 1988-1989 agli italiani dell'Ospitaletto, nel campionato di Serie C2. A fine stagione passa in Spagna, al Racing Santander, con cui nella stagione 1989-1990 realizza 3 reti in 15 presenze nella seconda divisione spagnola, giocando anche 2 partite in Coppa di Spagna. A fine stagione torna in Argentina, dove gioca per due anni in seconda divisione, prima al Quilmes (con cui vince il campionato) e poi all'Atlético Rafaela. Nella stagione 1992-1993 gioca nella prima divisione israeliana con la maglia del Maccabi Tel Aviv, con cui vince anche una Coppa Toto.

### Allenatore
Nel 2007 ha allenato il Villa San Carlos, nella terza divisione argentina; in seguito, ha allenato nelle giovanili del Gimnasia La Plata.
Nella stagione 2014-2015 ha allenato per 8 partite il Fénix, nella prima divisione uruguaiana.

## Palmarès

### Giocatore

#### Competizioni nazionali
- Primera B Nacional: 1

Quilmes: 1990-1991
- Coppa Toto: 1

Maccabi Tel Aviv: 1992-1993